# Wampirzyca piekielna
Wampirzyca piekielna, wampirnica (Vampyroteuthis infernalis) – gatunek głębinowego głowonoga, jedyny znany przedstawiciel rodzaju Vampyroteuthis, jedyny współcześnie żyjący przedstawiciel rodziny Vampyroteuthidae i rzędu wampirzyc (Vampyromorphida).

## Taksonomia
Gatunek został odkryty i opisany przez Carla Chuna podczas ekspedycji statku badawczego Valdivia w 1903 roku. Początkowo został zaliczony do ośmiornic. Beebe opisywał wygląd Vampyroteuthis następująco: „bardzo mała, ale straszna ośmiornica, czarna jak noc, ze szczękami białymi jak kość słoniowa i krwistoczerwonymi oczami”. W 1936 Pickford utworzyła dla Vampyroteuthis odrębny rząd – Vampyromorphida.

## Występowanie
Gatunek mezo- i batypelagiczny. Występuje we wszystkich oceanach, od 40° N do 40° S. Zasięg pionowy 100–3000 m, ale przede wszystkim 600–1500 m. Prawdopodobnie preferuje wody o zasoleniu 34,4–35,4‰ i temperaturze 2–10 °C. Vampyroteuthis bywa obserwowana w pobliżu gór podmorskich – prawdopodobnie jest to efekt adwekcyjnego działania prądów morskich.

## Morfologia
Płaszcz osiąga do 13 cm długości. Ciało jest bardzo delikatne, o galaretowatej konsystencji, przypominającej meduzę. Kolor jest aksamitnoczarny lub bladoczerwonawy, odnotowano pewne różnice geograficzne. Osiem ramion jest połączonych błoną, w proksymalnych odcinkach nie mają przyssawek. Druga para ramion (prawdopodobnie) uległa przekształceniu w długie, kurczliwe „filamenty”. Na pozostałych ramionach, w ich dalszych odcinkach, zamiast przyssawek znajdują się drobne wyrostki (cirri) o prawdopodobnie zmysłowej funkcji. Oczy są stosunkowo duże, mają 25 mm średnicy.
Ma chrząstkę karkową. Mózgowie ze słabo rozwiniętym dolnym płatem czołowym, górne płaty policzkowe przylegają do tylnych płatów policzkowych, spoidło „nadramienne” (comissura suprabrachialis) znajduje się w obrębie mózgowia.
Ma duże, parzyste fotofory u podstawy płetw, małe fotofory rozproszone w skórze całego ciała i dwa złożone fotofory położone do tyłu od oczu. Niedawno odkryto dodatkowe fotofory na zakończeniach ośmiu ramion Vampyroteuthis. Zakończenia te wytwarzają również bioluminescencyjny płyn, tworzący wokół głowonoga rodzaj świecącej zasłony. Biochemiczną podstawę zdolności do bioluminescencji stanowią koelenterazyna i lucyferaza.
Vampyroteuthis jest przystosowana do życia w strefie o najniższym natlenowaniu wody; prawdopodobnie jako jedyny głowonóg cały cykl życiowy spędza w strefie o minimalnym ciśnieniu cząstkowym tlenu. Przez to gatunek był określany jako „oligoaerobowy”. Tolerancję hipoksji umożliwia mu prawdopodobnie obecna w krwi hemocyjanina, o wysokim powinowactwie do tlenu (P50=0,47–0,55 kPa), wysokiej kooperatywności (n50=2,20–2,23) i wysokim współczynniku Bohra (-0,22).
Vampyroteuthis ma najniższy poziom przemiany materii wśród znanych głowonogów. Mimo to jest zdolna do stosunkowo szybkiego przemieszczania się. Za lokomocję odpowiadają w największym stopniu ruchy płetw (a nie odrzut wody z jamy płaszczowej).

## Bionomia
Na podstawie zawartości wola i żołądka złapanych okazów przypuszczano, że Vampyroteuthis odżywiają się krewetkami, parzydełkowcami i widłonogami. Późniejsze obserwacje wykazały, że wampirzca odżywia się marine snow – opadającym z przypowierzchniowych warstw oceanu w głębiny strumieniem detrytusu organicznego. Filamenty służą jej do wychwytywania z wody jego makroskopowych cząstek, a cirri pomagają transportować je do otworu gębowego. 
Natomiast Vampyroteuthis padają ofiarą wielu dużych ryb i waleni; ich dzioby znajdywano w żołądkach żarłaczy błękitnych, kaszalotów, wali butlonosych i wali Cuviera.